# Cyanoloxia
Genre
Cyanoloxia est un genre de passereaux de la famille des Cardinalidae.

## Liste des espèces
Selon la classification de référence du Congrès ornithologique international (version 14.1, 2024) :
- Cyanoloxia glaucocaerulea (d'Orbigny & Lafresnaye, 1837) — Évêque indigo
- Cyanoloxia rothschildii (Bartlett, 1890) — Évêque de Rothschild
- Cyanoloxia brissonii (Lichtenstein, 1823) — Évêque de Brisson
- Cyanoloxia cyanoides (Lafresnaye, 1847) — Évêque bleu-noir